# 泫雅的Free Month
《泫雅的Free Month》（韓語：현아의 FREE MONTH）是韓國SBS電視台的綜藝節目，由泫雅出演。節目為展現泫雅除了現出與舞台氣勢不同的私下樣子，同時在節目中能看見泫雅各種不同的面貌。